# Jadiel Matos
Jadiel Vieira Matos (Nova Cannã, 26 de junho de 1932-Vitória da Conquista, 13 de junho de 1998), mais conhecido como Jadiel Matos foi um médico, empresário e político brasileiro, tendo sido filiado pela última vez ao Partido Socialista Brasileiro (PSB), foi deputado estadual pela Bahia, prefeito e vereador de Vitória da Conquista, terceira maior cidade do estado da Bahia.
Jadiel foi um dos médicos fundadores do Hospital Samur em 1971, onde clinicou durante 20 anos.
No ano de 2004, o anel rodoviário de Vitória da Conquista foi rebatizado com seu nome.